# Morbihan
Morbihan (56) (Bretons: Mor-Bihan, "kleine zee") is een Frans departement in de regio Bretagne.

## Geschiedenis

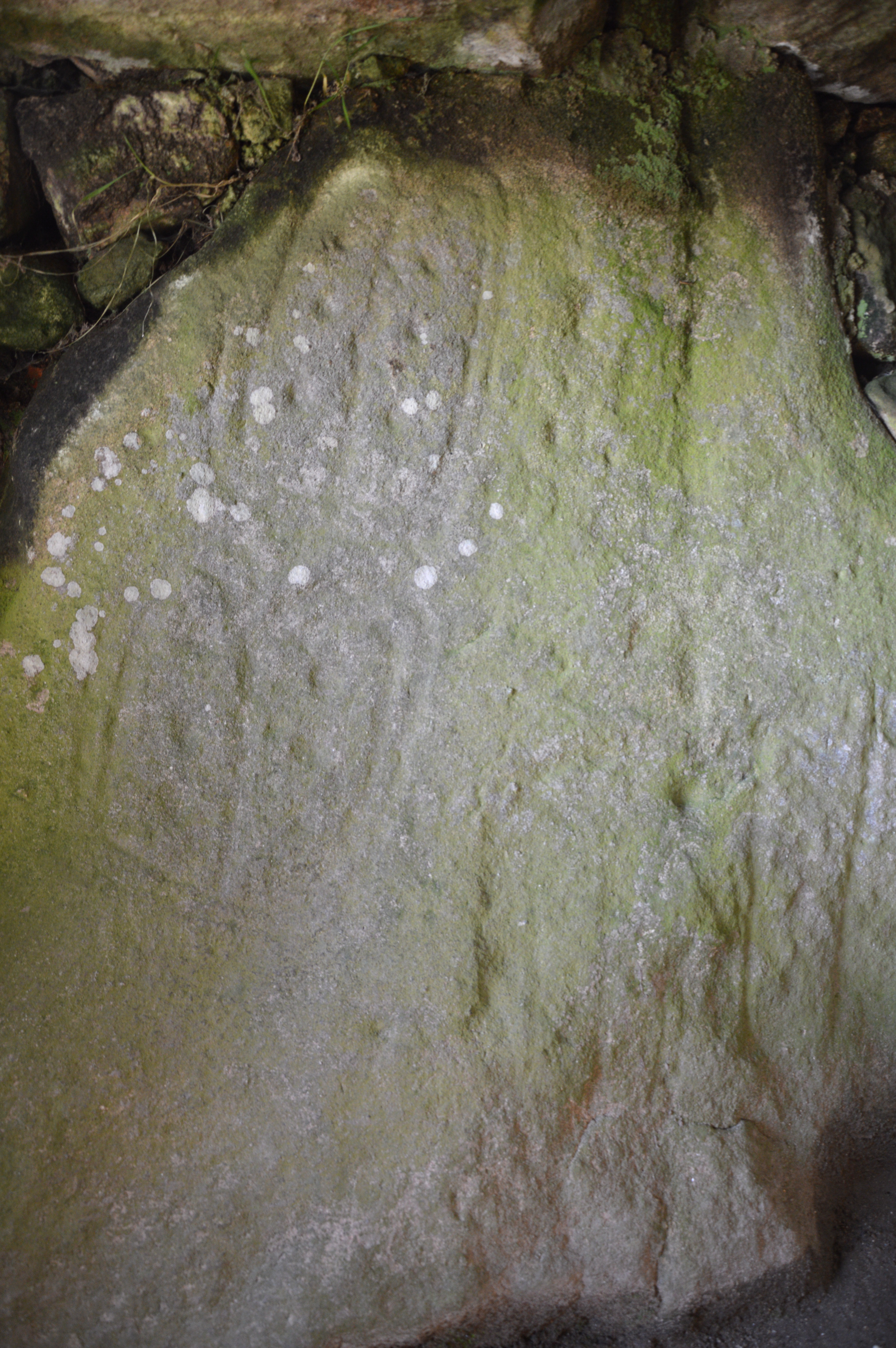
Dolmen des Pierres Plates met petroglieven

Het departement was een van de 83 departementen die werden gecreëerd tijdens de Franse Revolutie, op 4 maart 1790 door uitvoering van de wet van 22 december 1789.

## Geografie
Morbihan is omgeven door de departementen Finistère in het westen, Côtes-d'Armor in het noorden en Ille-et-Vilaine in het oosten.
In het zuiden ligt de Atlantische Oceaan. Het eiland Belle-Île behoort tot Morbihan.
Morbihan bestaat uit de drie arrondissementen:
- Lorient
- Pontivy
- Vannes

Morbihan heeft 21 kantons:
- Kantons van Morbihan

Morbihan heeft 261 gemeenten:
- Lijst van gemeenten in het departement Morbihan

## Demografie
De inwoners van Morbihan heten Morbihannais.

### Demografische evolutie sinds 1962
| Naam       | Index 1962 | Index 1968 | Index 1975 | Index 1982 | Index 1990 | Index 1999 | Index 2008 | Index 2019 |
| ---------- | ---------- | ---------- | ---------- | ---------- | ---------- | ---------- | ---------- | ---------- |
| Morbihan   | 100,0      | 101,8      | 106,2      | 111,3      | 116,8      | 121,3      | 133,8      | 143,1      |
| Frankrijk* | 100,0      | 107,1      | 113,3      | 117,0      | 121,9      | 126,0      | 133,8      | 140,1      |

| Naam       | Inw./Km² 1962 | Inw./km² 1968 | Inw./km² 1975 | Inw./km² 1982 | Inw./km² 1990 | Inw./km² 1999 | Inw./km² 2008 | Inw./km² 2019 |
| ---------- | ------------- | ------------- | ------------- | ------------- | ------------- | ------------- | ------------- | ------------- |
| Morbihan   | 77,8          | 79,2          | 82,6          | 86,6          | 90,8          | 94,4          | 104,1         | 111,3         |
| Frankrijk* | 84,2          | 90,1          | 95,4          | 98,5          | 102,7         | 106,1         | 112,7         | 119,7         |

Frankrijk* = exclusief overzeese gebieden
Bron: Recensement Populaire INSEE - 1962 tot 1999 population sans doubles comptes, nadien Population Municipale
Op 1 januari 2022 had Morbihan 776.103 inwoners.

### De 10 grootste gemeenten in het departement
| #  | Gemeente  | Aantal inwoners (2022) |
| -- | --------- | ---------------------- |
| 1  | Lorient   | 58.202                 |
| 2  | Vannes    | 54.955                 |
| 3  | Lanester  | 23.188                 |
| 4  | Ploemeur  | 18.873                 |
| 5  | Hennebont | 15.831                 |
| 6  | Pontivy   | 14.547                 |
| 7  | Auray     | 14.417                 |
| 8  | Saint-Avé | 12.173                 |
| 9  | Guidel    | 12.236                 |
| 10 | Ploërmel  | 10.021                 |

## Cultuur
De taallijn tussen het Bretons en het Gallo loopt door het departement. Ten westen van de lijn Rohan - Muzillac werd traditioneel Bretons gesproken en ten oosten Gallo. In Morbihan ligt het bekende Carnac met zijn megalieten.

## Afbeeldingen

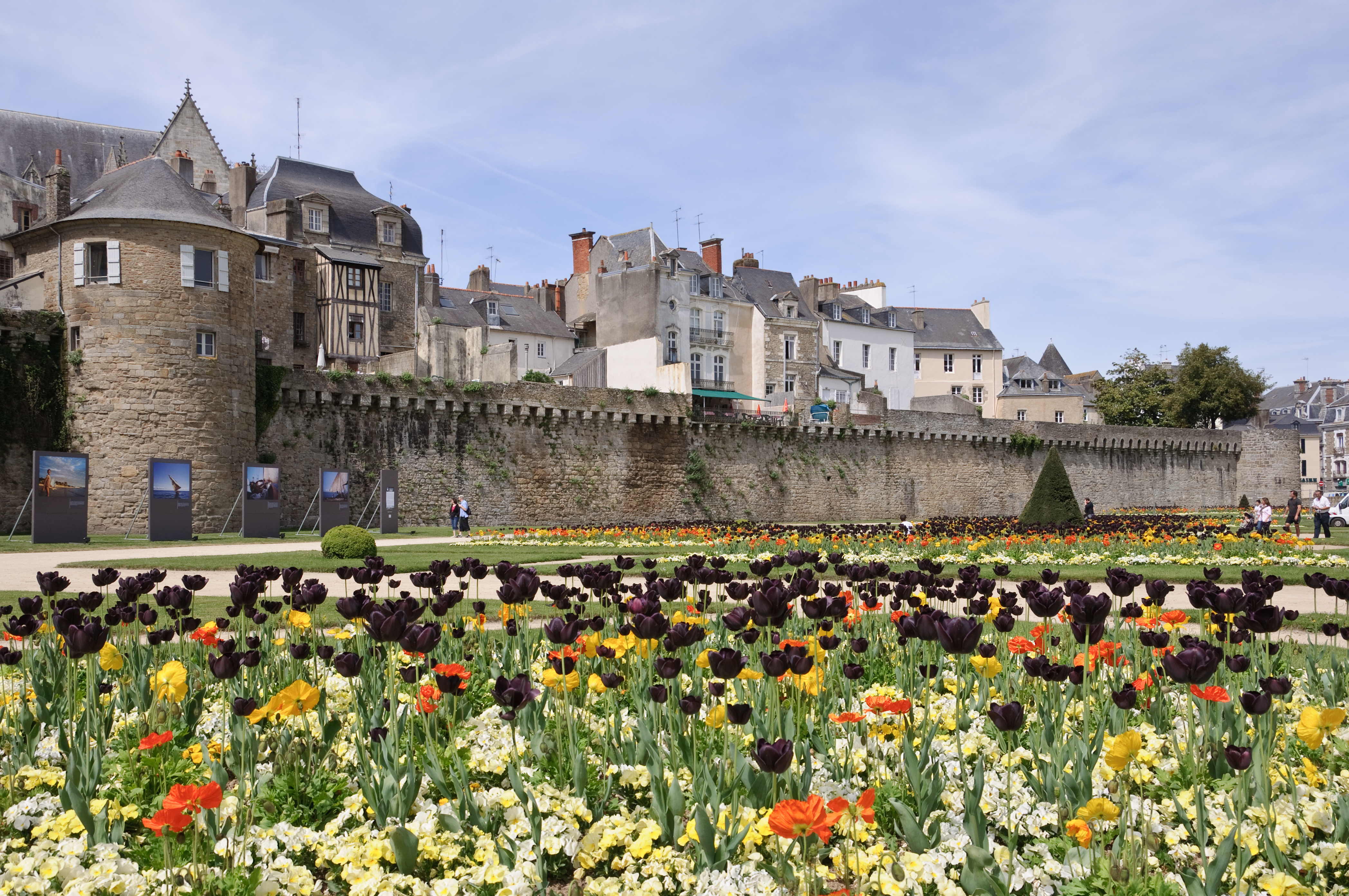
Vannes
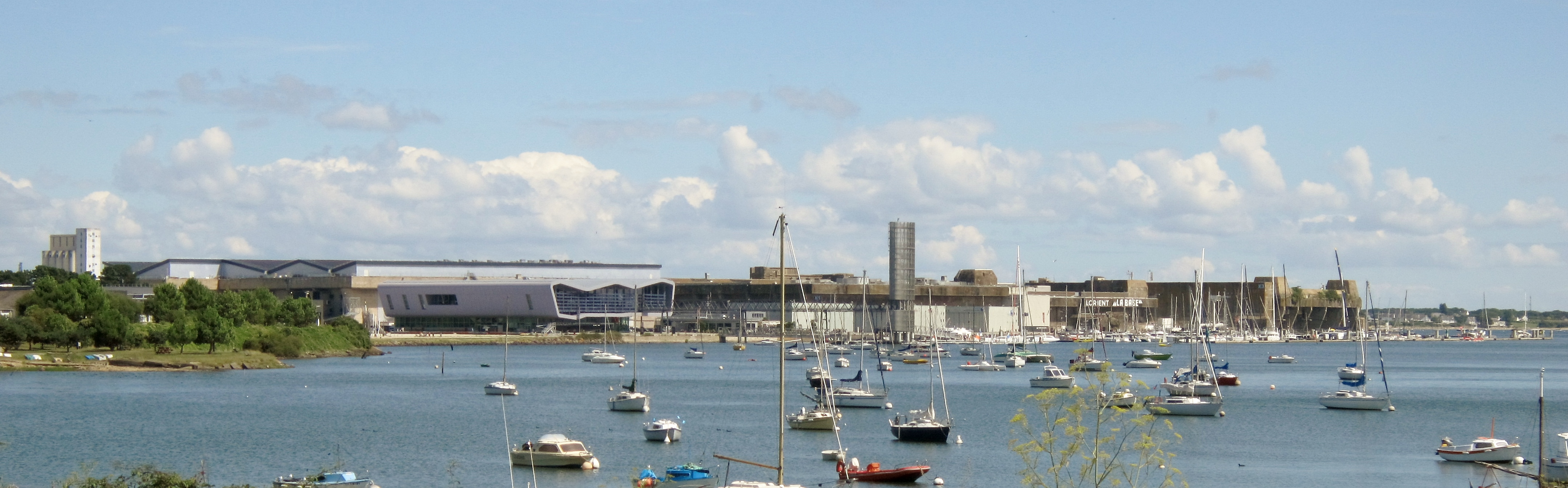
Lorient
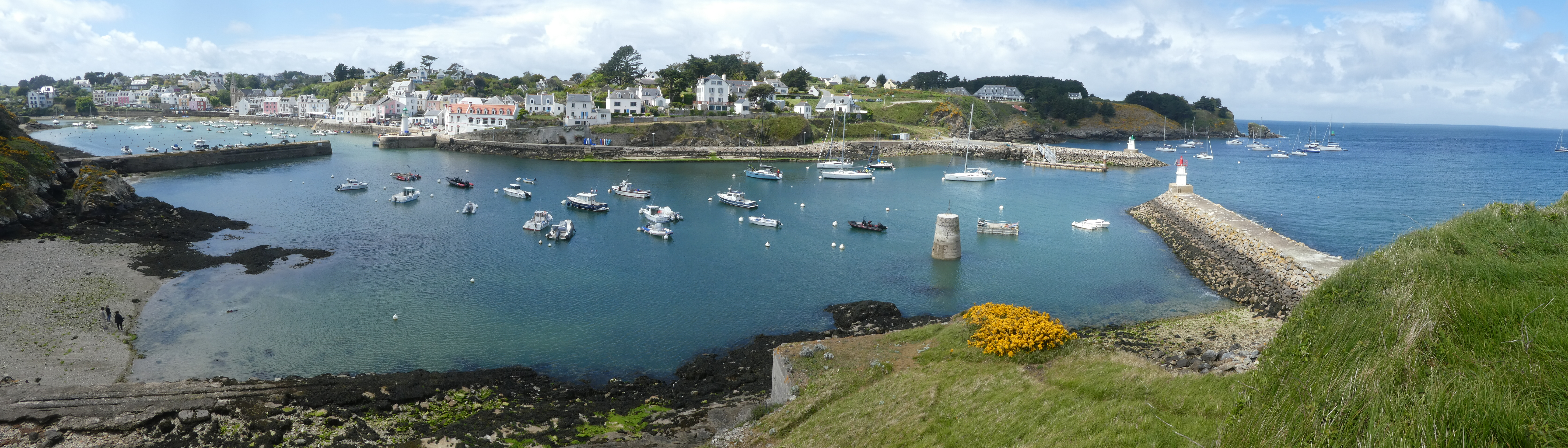
Sauzon
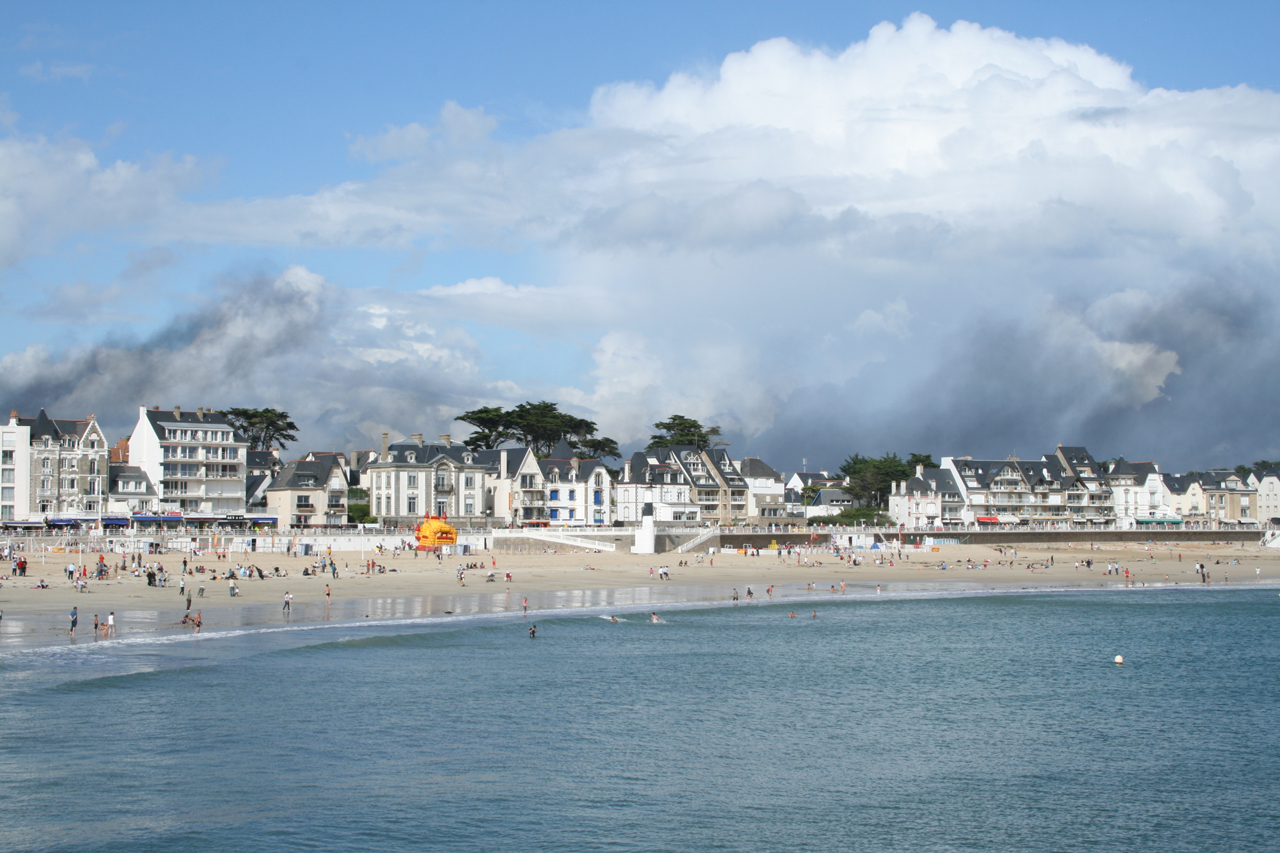
Quiberon
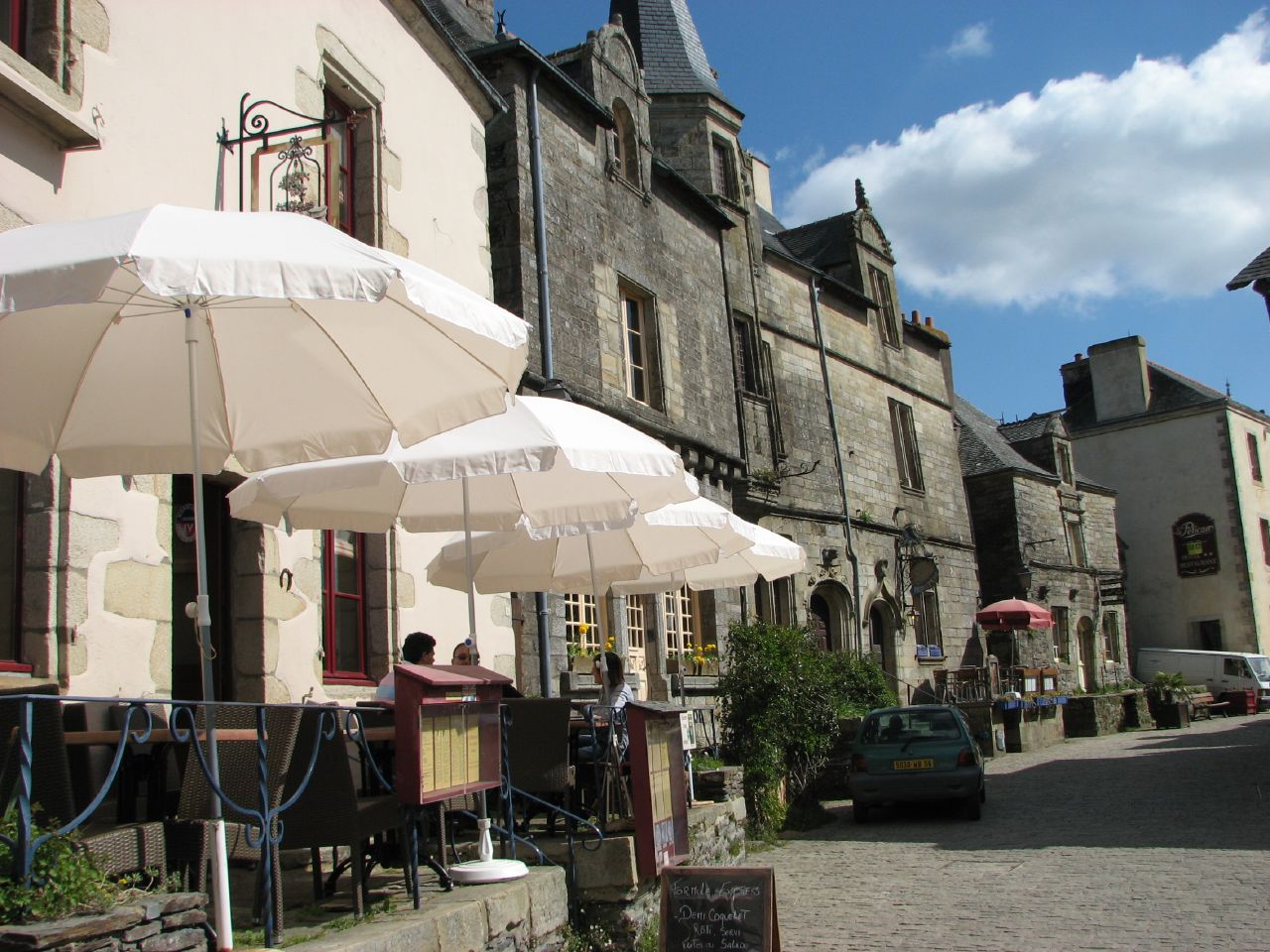
Rochefort-en-Terre
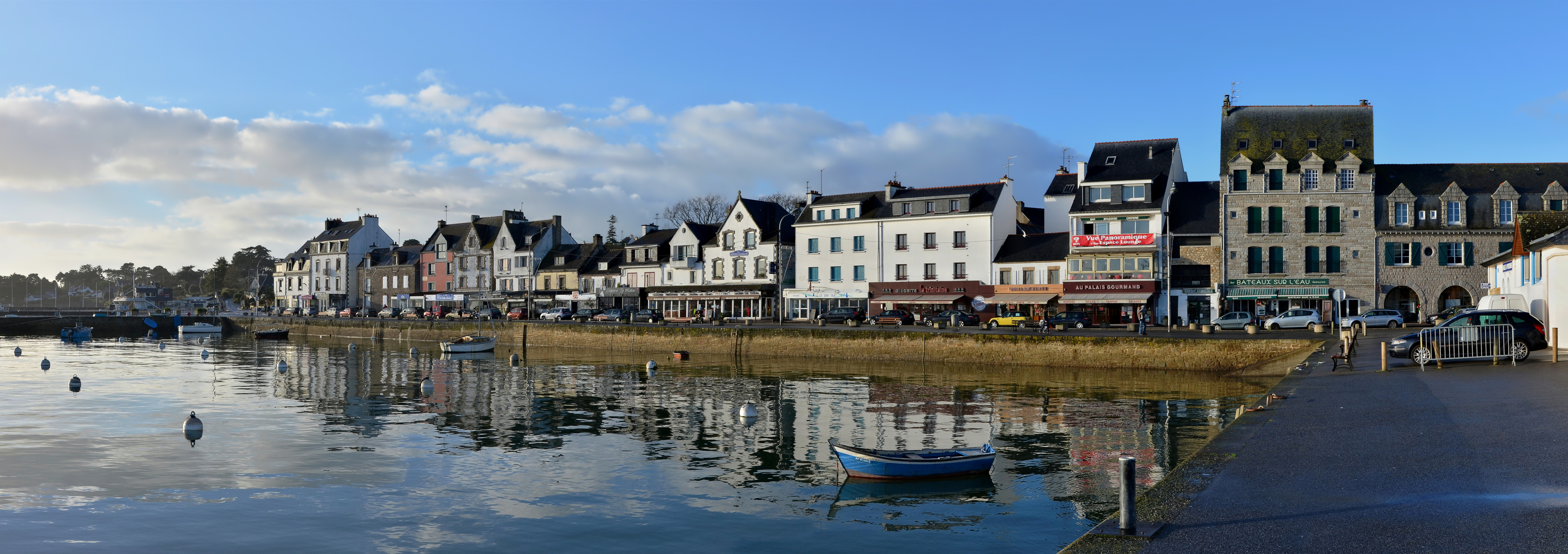
La Trinité-sur-Mer